# Guvernul Nicolae Kretzulescu (2)
Guvernul Nicolae Kretzulescu (Crețulescu) (2) a fost un consiliu de miniștri care a guvernat Principatele Unite ale Moldovei și Țării Românești în perioada 14 iunie 1865 - 11 februarie 1866 sub conducerea prim-ministrului Nicolae Kretzulescu.

## Componența
- Președintele Consiliului de Miniștri

Nicolae Kretzulescu - Crețulescu - (14 iunie 1865 - 11 februarie 1866)
- Ministrul de interne, agricultură și lucrări publice

General Ioan Em. Florescu (14 iunie 1865 - 30 ianuarie 1866)
Nicolae Crețulescu (30 ianuarie - 11 februarie 1866)
- Ministrul de externe

Nicolae Rosetti-Bălănescu (14 iunie - 2 octombrie 1865)
Grigore Bengescu (2 - 3 octombrie 1865)
ad-int. General Savel Manu (3 - 17 octombrie 1865)
Alexandru Papadopol Calimah (17 octombrie 1865 - 11 februarie 1866)
- Ministrul finanțelor

Nicolae Kretzulescu - Crețulescu - (14 iunie 1865 - 30 ianuarie 1866)
Ioan Oteteleșeanu (30 ianuarie - 11 februarie 1866)
- Ministrul justiției și cultelor

ad-int. Dimitrie Cariagdi (14 - 27 iunie 1865)
Dimitrie Cariagdi (27 iunie 1865 - 11 februarie 1866)
- Ministrul de război

General Savel Manu (14 iunie 1865 - 30 ianuarie 1866)
Colonel Alexandru Solomon (30 ianuarie - 11 februarie 1866)
- Ministrul controlului

ad-int. Nicolae Rosetti-Bălănescu (14 - 17 iunie 1865)
ad-int. General Savel Manu (17 iunie -23 august 1865)

## A se vedea și
- Guvernul Nicolae Kretzulescu (București), Principatul Munteniei în perioada 27 martie - 6 septembrie 1859
- Guvernul Nicolae Kretzulescu (1), România în perioada 24 iunie 1862 - 11 octombrie 1863
- Guvernul Nicolae Kretzulescu (2), , România în perioada 14 iunie 1865 - 11 februarie 1866
- Guvernul Constantin Al. Crețulescu (București), Principatul Munteniei în perioada 27 martie - 6 septembrie 1859
- Guvernul Constantin Al. Crețulescu, România în perioada 1 martie - 5 august 1867

## Sursa
- Stelian Neagoe - "Istoria guvernelor României de la începuturi - 1859 până în zilele noastre - 1995" (Editura Machiavelli, București, 1995)

| Precedat(ă) de: Guvernul Constantin Bosianu | Guvernul Nicolae Kretzulescu (2) 14 iunie 1865 - 11 februarie 1866 | Succedat(ă) de: Guvernul Ion Ghica (1) |